# Yoldiella dicella
Yoldiella dicella är en musselart. Yoldiella dicella ingår i släktet Yoldiella och familjen Yoldiidae. Inga underarter finns listade i Catalogue of Life.